# Lípa u kapličky pod hřbitovem
Lípa u kapličky pod hřbitovem (lípa srdčitá) je památný strom, který roste ve městě Vrbno pod Pradědem, v ulici Hřbitovní nedaleko místního hřbitova. Vedle dalších kapliček přímo na hřbitově je jedna kaplička postavena těsně vedle památného stromu. A od této kapličky lípa získala své označení.

## Základní údaje
- Jako chráněný strom byla lípa vyhlášena 4. srpna 2002, ale s účinností až od 1. září 2004. Revize vyhlašovací dokumentace proběhla 10. července 2024.[2]
- Přibližná poloha: 50°7′ s. š., 17°22′38″ v. d.
- Obvod kmene: 460 cm v době vyhlášení[3]
- Výška stromu: 16 metrů v době vyhlášení[3]
- Odhadované stáří stromu: 160–200 let v době vyhlášení[3]

## Kaplička vedle lípy
V těsném sousedství se nachází kaplička, podle které je lípa pojmenována. Ve vyhlašovací dokumentaci památného stromu je uvedeno „u kaple, postavené kolem roku 1817“. Avšak informační tabule u kapličky uvádí, že o jejím vzniku není mnoho známo, ale stavbu lze datovat do počátku 20. století.
Dle zápisů v archívu by se mohlo jednat buď o kapličku „Nejsvětější Trojice“ nebo „Panny Marie pomocné“. Obě tyto kapličky byly v tehdejší Rudolfově aleji (kde je dnes Hřbitovní ulice). V roce 2020 město Vrbno pod Pradědem provedlo kompletní rekonstrukci kaple s využitím příspěvků dárců.

## Další památné stromy veVrbně
Na území města Vrbno pod Pradědem se nachází další stromy, které byly vyhlášeny jako památné. Jen asi 90 metrů vzdušnou čarou, přibližně severovýchodním směrem, v těsném sousedství kostela svatého Michaela archanděla, roste dub na náměstí sv. Michala (dub letní, obvod kmene v době vyhlášení 310 cm, výška 23 metrů). Již mimo intravilán obce, asi 600 metrů jihozápadním směrem od ulice Střelničná, roste na svazích nad městem modřín v mezích nad kynologickým cvičištěm (obvod kmene a výška neuvedena).
Kromě toho dva další památné stromy jsou v obci Mnichov pod Pradědem, která je součástí města Vrbno pod Pradědem. Nedaleko od sebe, u stejné místní komunikace, rostou mnichovský klen (druh javor klen, uváděn též jako javor horský, vyhlášen 2016, má tři hlavní kmeny). Jen asi 230 metrů severněji pak mnichovský modřín (druh modřín opadavý, na informační tabuli uveden jako modřín evropský; Larix decidua), který byl vyhlášen v roce 2007.

## Fotogalerie

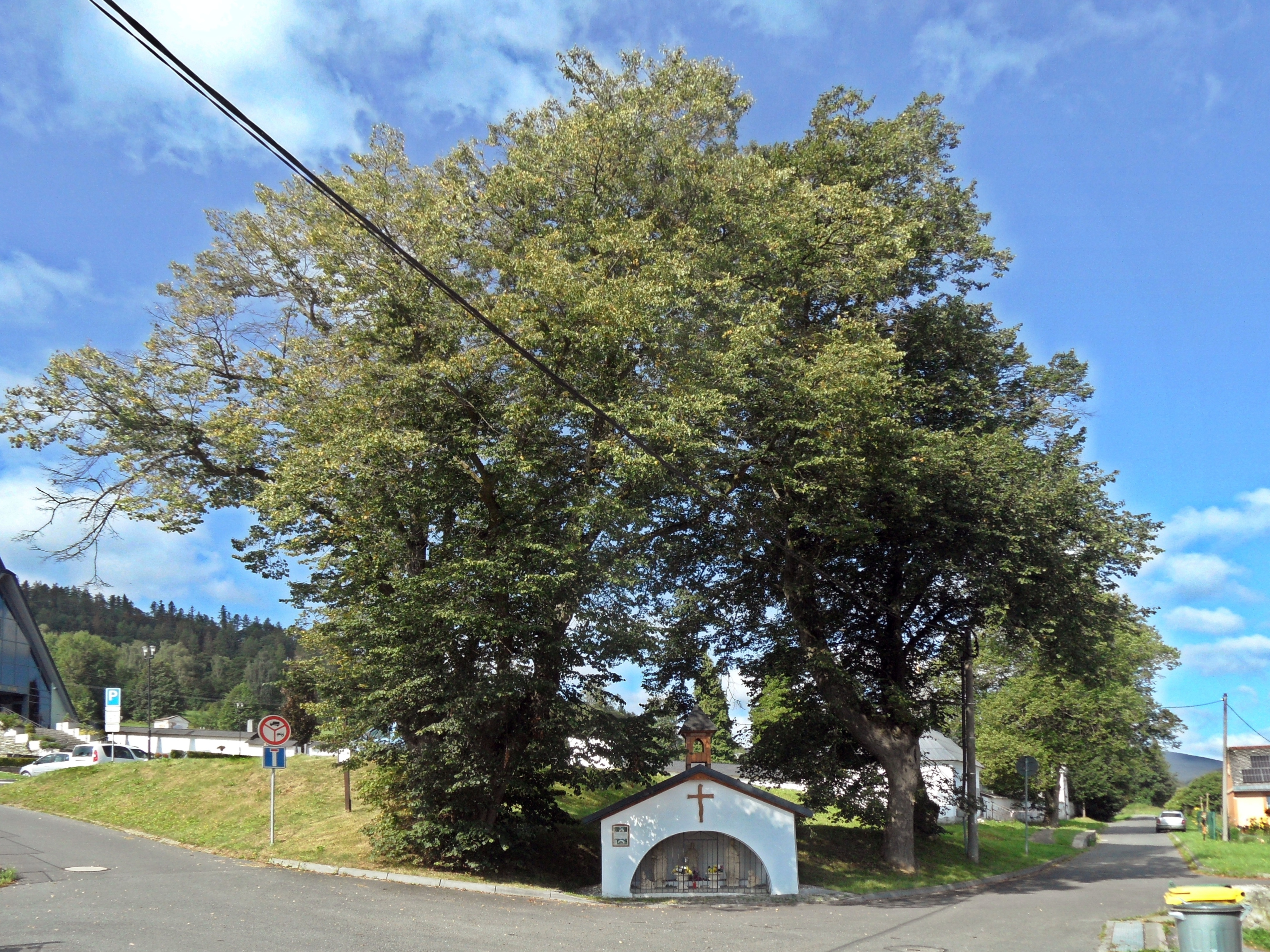
Lípa, kaplička a ulice Hřbitovní od východu (2024)
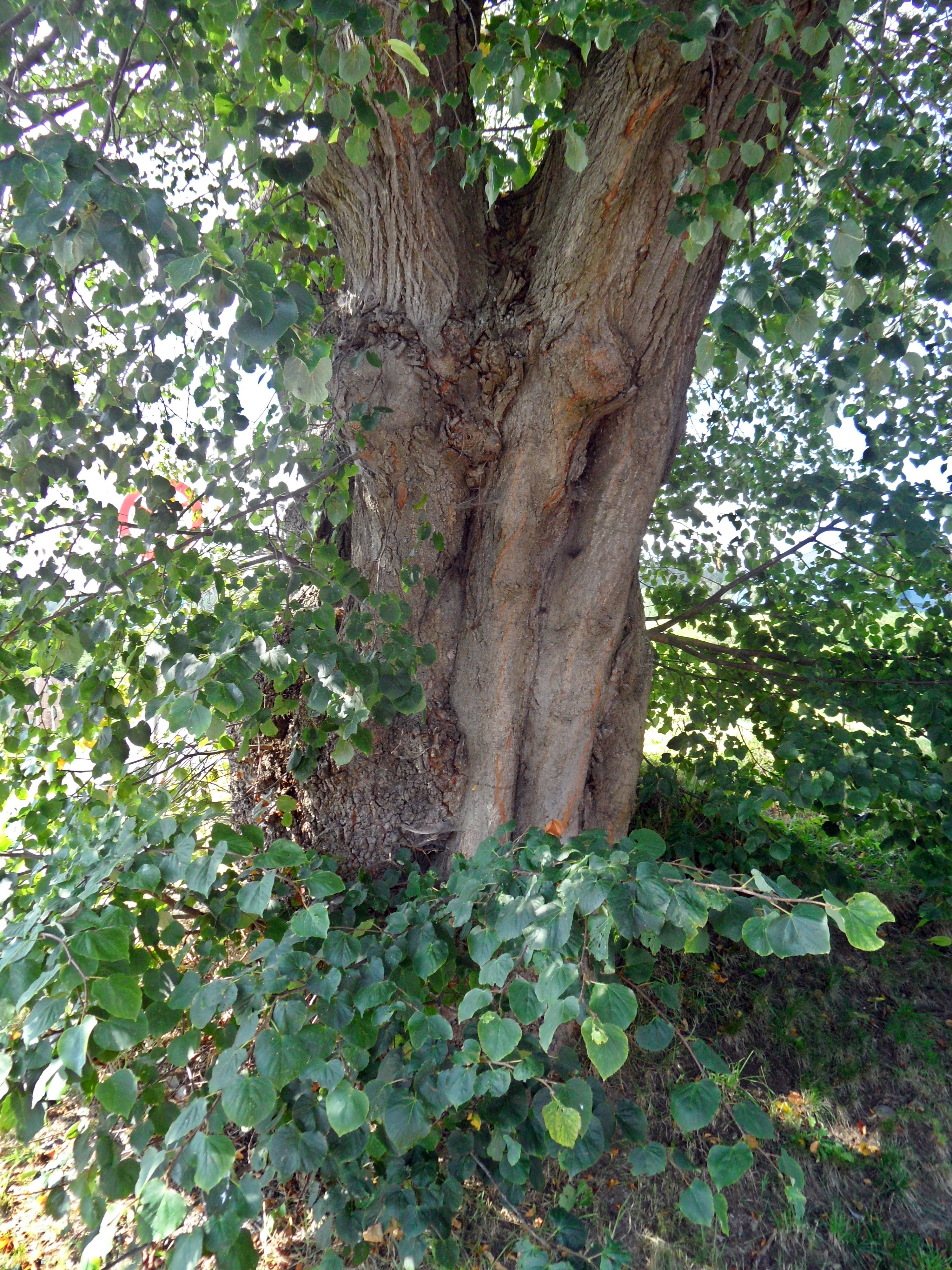
Detail kmene lípy
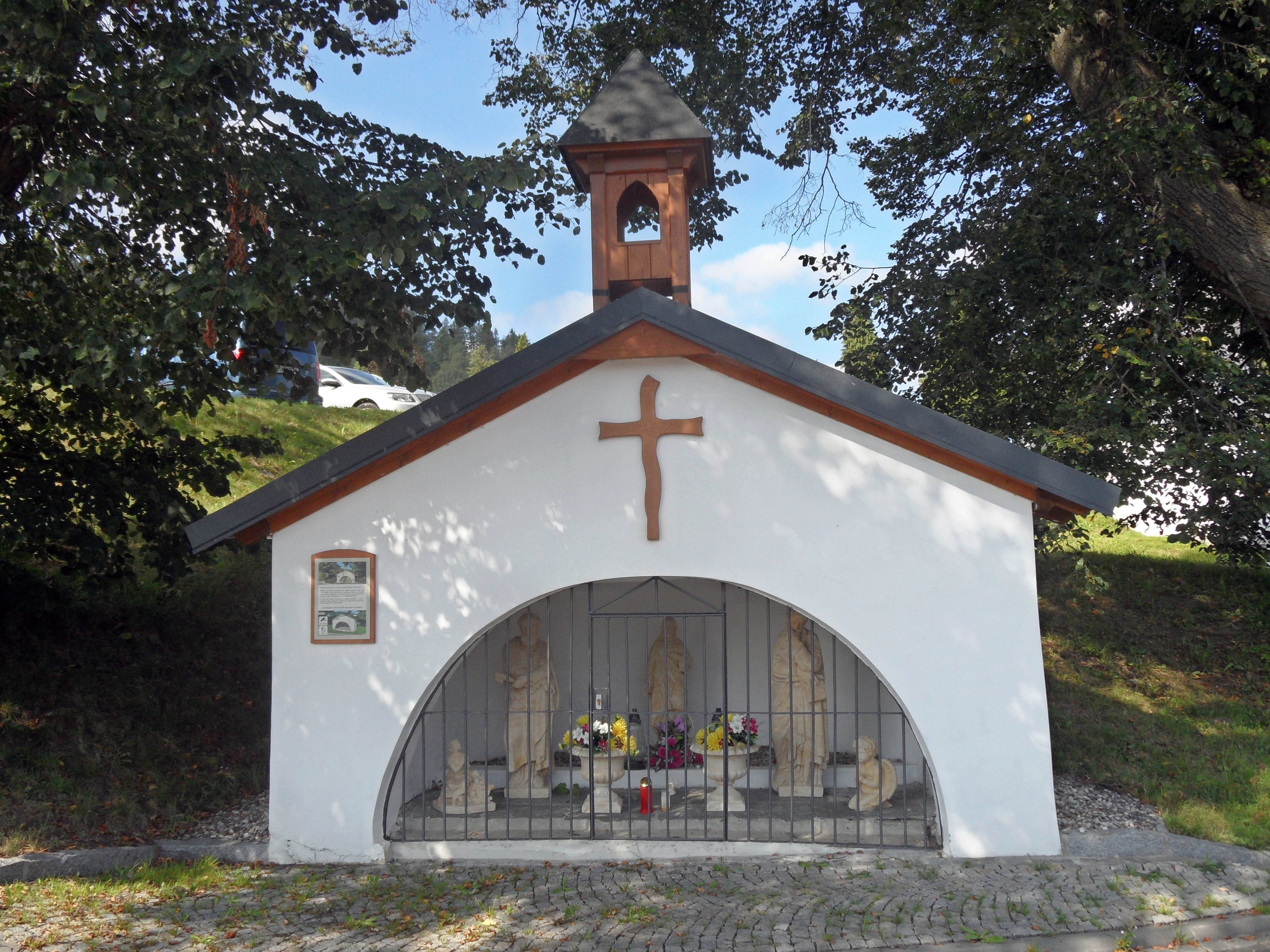
Detail kapličky u lípy